# Launac
Launac är en kommun i departementet Haute-Garonne i regionen Occitanien i södra Frankrike. Kommunen ligger i kantonen Grenade som tillhör arrondissementet Toulouse. År 2022 hade Launac 1 305 invånare.

## Befolkningsutveckling
Antalet invånare i kommunen Launac
Referens:INSEE

## Monument

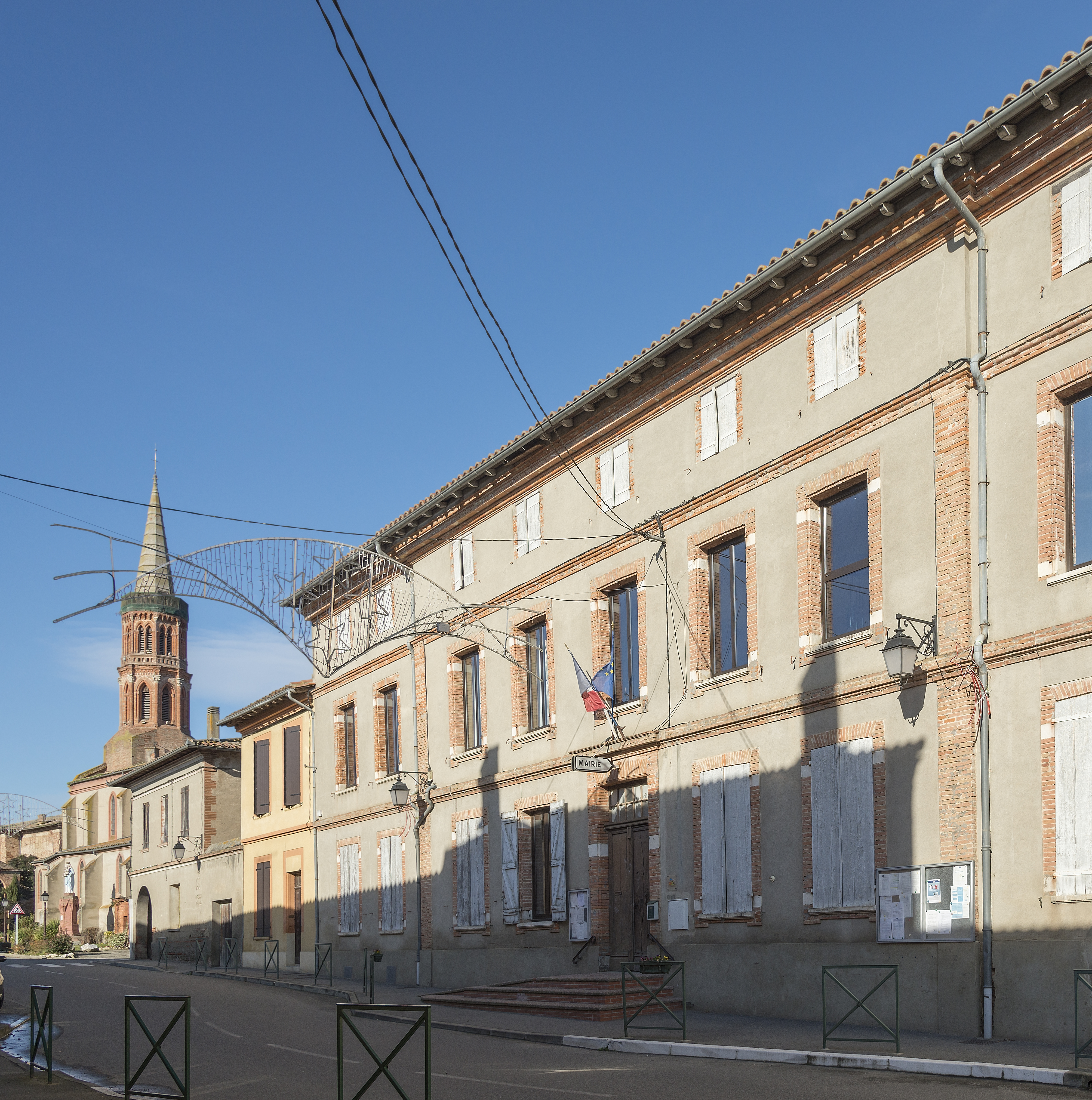
Rådhuset.
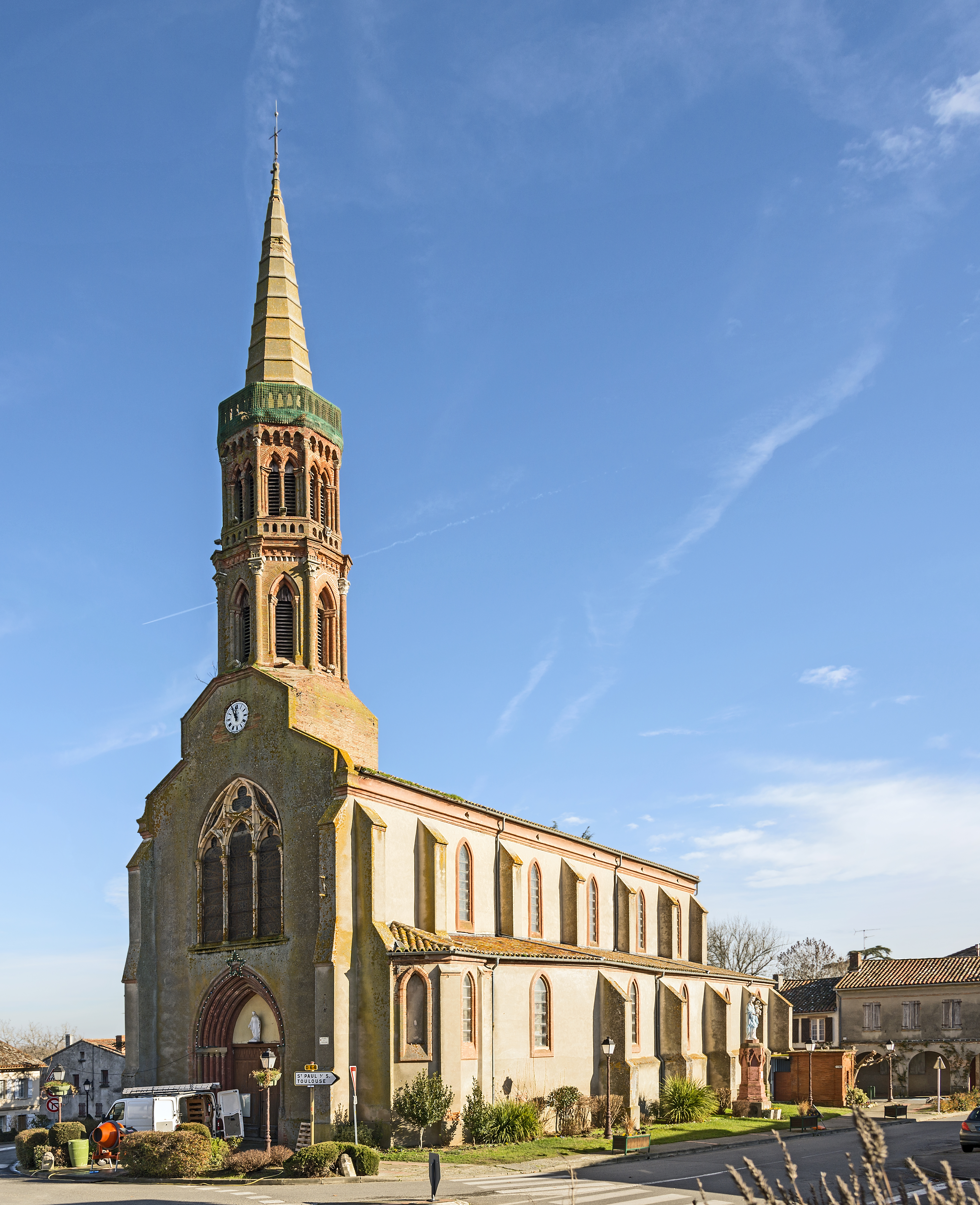
Kyrkan.
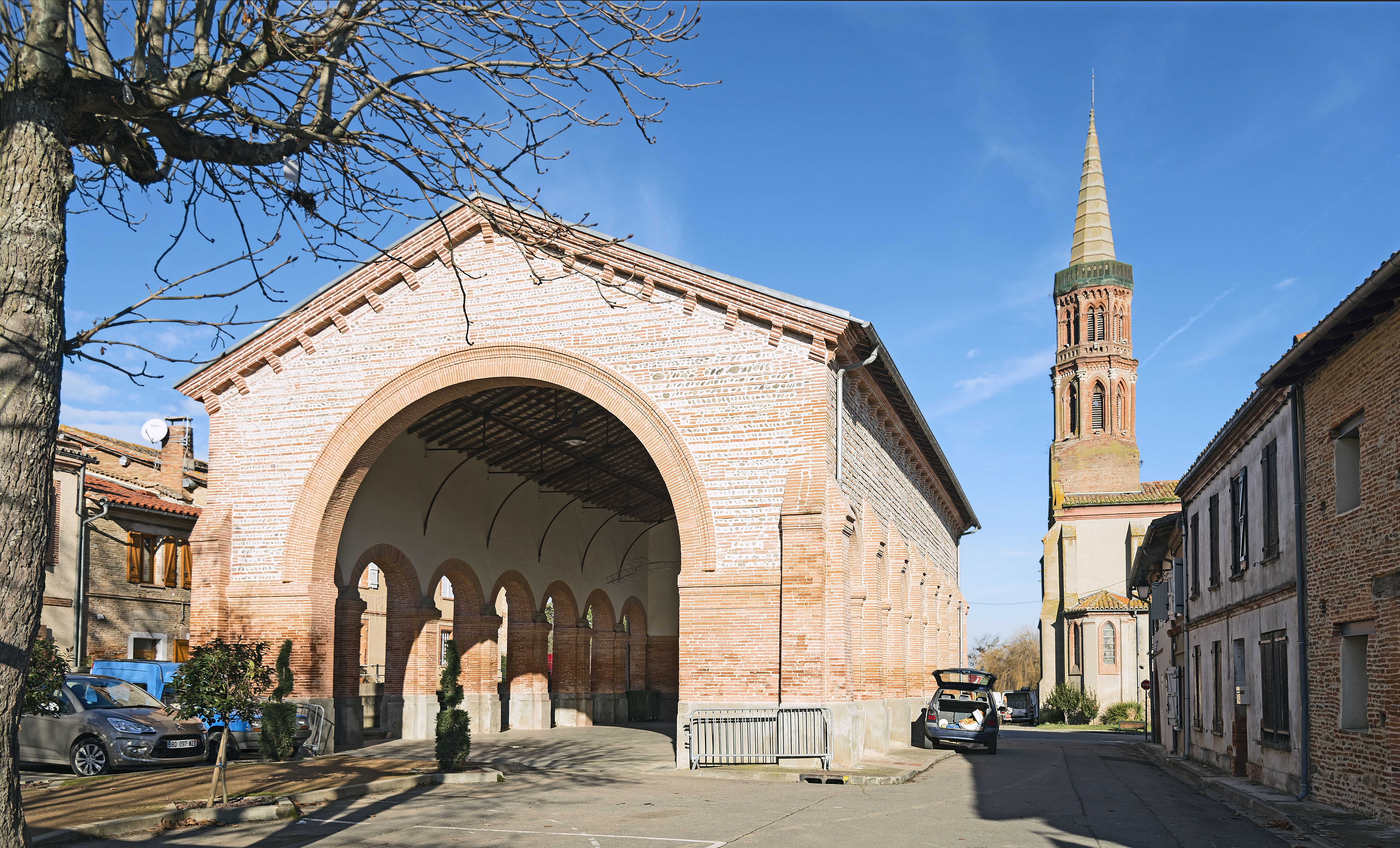
Den Covered Market.
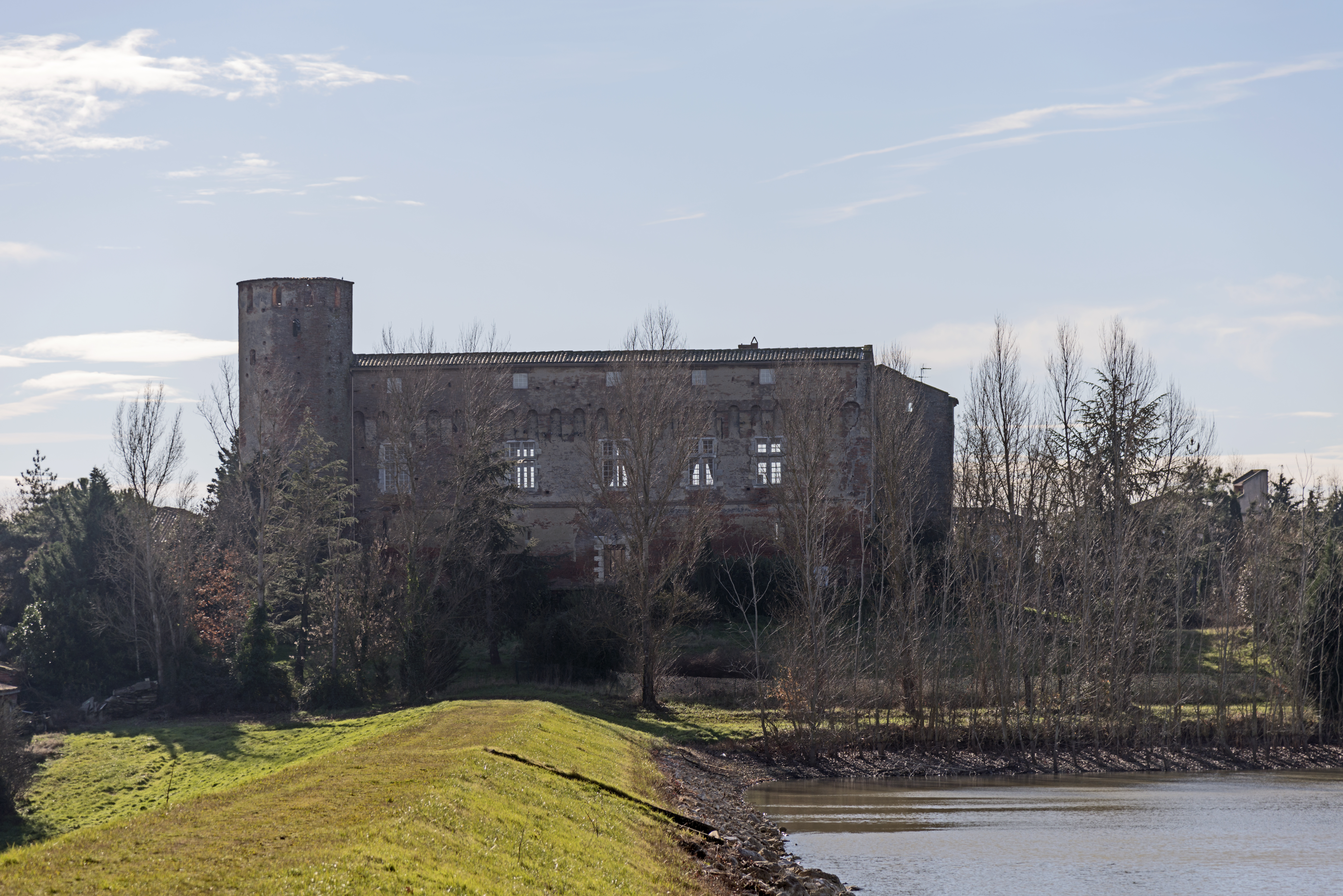
Slott.